# Climbing Trees
Climbing Trees je velšská hudební skupina. Vznikla v roce 2011 v jihovelšském městě Pontypridd. Rozhlasová stanice BBC Radio Wales kapelu v únoru 2013 označila za skupinu týdne. Mezi květnem 2012 a únorem 2013 skupina ve nahrávacím studiu Mwnci Studios nahrála své debutové album nazvané Hebron. Vydáno bylo v srpnu 2013. V roce 2014 skupina oznámila záměr natočit další desku. Ta nakonec dostala název Borders a vyšla v červenci 2016.

## Diskografie
- Hebron (2013)
- Borders (2016)